# CHL Top Draft Prospect Award

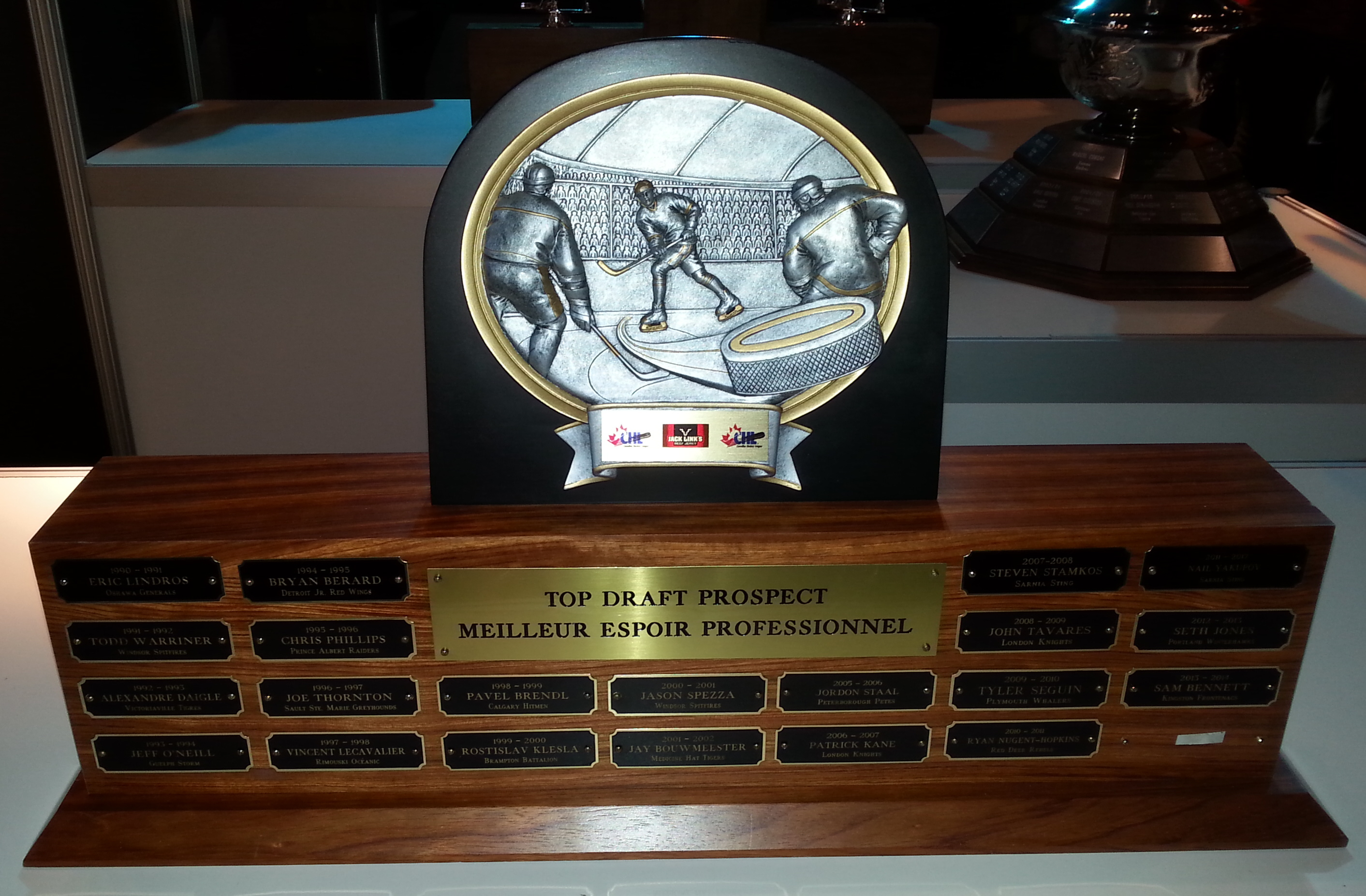
CHL Top Draft Prospect Award z roku 2015

CHL Top Draft Prospect Award je každoročně udělované hokejové ocenění hráči, působícímu v některé z lig, které zastřešuje Canadian Hockey League, který má nejlepší vyhlídky v chystaném vstupním draftu NHL.

## Držitelé CHL Top Draft Prospect Award
| Sezóna  | Hráč                                      | Tým                                       | Liga                                      |
| ------- | ----------------------------------------- | ----------------------------------------- | ----------------------------------------- |
| 2022/23 | Connor Bedard                             | Regina Pats                               | WHL                                       |
| 2021/22 | Shane Wright                              | Kingston Frontenacs                       | OHL                                       |
| 2020/21 | trofej neudělena kvůli pandemii covidu-19 | trofej neudělena kvůli pandemii covidu-19 | trofej neudělena kvůli pandemii covidu-19 |
| 2019/20 | Alexis Lafrenière                         | Rimouski Océanic                          | QMJHL                                     |
| 2018/19 | Bowen Byram                               | Vancouver Giants                          | WHL                                       |
| 2017/18 | Andrej Svečnikov                          | Barrie Colts                              | OHL                                       |
| 2016/17 | Nolan Patrick                             | Brandon Wheat Kings                       | WHL                                       |
| 2015/16 | Pierre-Luc Dubois                         | Cape Breton Screaming Eagles              | QMJHL                                     |
| 2014/15 | Connor McDavid                            | Erie Otters                               | OHL                                       |
| 2013/14 | Sam Bennett                               | Kingston Frontenacs                       | OHL                                       |
| 2012/13 | Seth Jones                                | Portland Winterhawks                      | WHL                                       |
| 2011/12 | Nail Jakupov                              | Sarnia Sting                              | OHL                                       |
| 2010/11 | Ryan Nugent-Hopkins                       | Red Deer Rebels                           | WHL                                       |
| 2009/10 | Tyler Seguin                              | Plymouth Whalers                          | OHL                                       |
| 2008/09 | John Tavares                              | London Knights                            | OHL                                       |
| 2007/08 | Steven Stamkos                            | Sarnia Sting                              | OHL                                       |
| 2006/07 | Patrick Kane                              | London Knights                            | OHL                                       |
| 2005/06 | Jordan Staal                              | Peterborough Petes                        | OHL                                       |
| 2004/05 | neudělena                                 | neudělena                                 | neudělena                                 |
| 2003/04 | neudělena                                 | neudělena                                 | neudělena                                 |
| 2002/03 | neudělena                                 | neudělena                                 | neudělena                                 |
| 2001/02 | Jay Bouwmeester                           | Medicine Hat Tigers                       | WHL                                       |
| 2000/01 | Jason Spezza                              | Windsor Spitfires                         | OHL                                       |
| 1999/00 | Rostislav Klesla                          | Brampton Battalion                        | OHL                                       |
| 1998/99 | Pavel Brendl                              | Calgary Hitmen                            | WHL                                       |
| 1997/98 | Vincent Lecavalier                        | Rimouski Océanic                          | QMJHL                                     |
| 1996/97 | Joe Thornton                              | Sault Ste. Marie Greyhounds               | OHL                                       |
| 1995/96 | Chris Phillips                            | Prince Albert Raiders                     | WHL                                       |
| 1994/95 | Bryan Berard                              | Detroit Junior Red Wings                  | OHL                                       |
| 1993/94 | Jeff O’Neill                              | Guelph Storm                              | OHL                                       |
| 1992/93 | Alexandre Daigle                          | Victoriaville Tigres                      | QMJHL                                     |
| 1991/92 | Todd Warriner                             | Windsor Spitfires                         | OHL                                       |
| 1990/91 | Eric Lindros                              | Oshawa Generals                           | OHL                                       |